# Захарець Сергій Олександрович
Сергій Олександрович Захарець (нар.10 січня 1980) — репродуктивний кобзар, грає на старосвітській бандурі.

## Життєпис
Народився 10 січня 1980 року. Розпочав навчання на старосвітській бандурі у Віталія Роя, відомого на Переяславщині музиканта та одного із засновників кобзарської школи. Далі - навчання у Миколи Товкайла, учня Георгія Ткаченка. 
У 1995 році вступає до Стритівської вищої педагогічної школи кобзарського мистецтва, де під керівництвом В. Кушпета опановує техніку гри на старосвітській бандурі. Закінчив Харківський Інститут мистецтв ім. І.П. Котляревського. 
З 2004 року — артист-соліст Київської капели бандуристів. Лауреат Міжнародного конкурсу гри на Українських народних інстументів ім. Г. Хоткевича.

## Творчість
З 1991 року бере участь у різноманітних заходах, пов'язаних із народною творчістю. 
Завдяки співпраці з Володимиром Кушпетом створив оригінальний репертуар на основі творів Георгія Ткаченка та унікальних зразків автентичних дум та інструментальної музики, розшифрованих Філаретом Колессою та Миколою Лисенком. Також до його репертуару увійшли реконструйовані для виконання обробки та твори засновника жанру «кобзарського мистецтва» Гната Хоткевича. Логічним поповненням репертуару стали різножанрові композиції Володимира Кушпета та власні обробки народних пісень. 
2003 року його творчість було відзначено на Національному конкурсі кобзарського мистецтва ім. Григорія Китастого, де вперше в історії України було впроваджено номінацію «традиційні виконавці». Того ж року отримав Гран-прі Міжнародного музичного конкурсу-фестивалю.
2004 року Захарець став лауреатом ІІ міжнародного конкурсу кобзарського мистецтва ім. Григорія Китастого та ІІІ міжнародного конкурсу виконавців на народних інструментах ім. Гната Хоткевича.

## Записи
У своєму доробку Сергій Захарець має два акустичні диски — «Кобзарський монолог» та «Гуляй, молодий!».

### «Кобзарський монолог»
«Кобзарський монолог» побачив світ у 2003 році:
1. «Про піхотинця» («Про озівських братів») – «невольницький плач» (дума) за рецитаціями М. Кравченка з Полтавщини (Ф. Колесса «Мелодії українських народних дум» С. 105. «Наукова думка»1969 ).
2. «Молодичка», «Саврадим», «Млинок» – народні мелодії до танцю з репертуару Г. Гончаренка (Ф. Колесса «Мелодії українських народних дум» С. 541, 542) та П. Гончаренка.
3. «Плач невольників» - за рецитаціями О. Сластіона, який вивчив його у 1870 р. від кобзаря з Білоцерківців, Лохвицького пов., Полтавської губ. (Ф. Колесса «Мелодії українських народних дум» С. 361).
4. «Ой ти, пташко!» – моралістична пісня на слова Г. Сковороди, з репертуару Г. Ткаченка.
5. «Нема у світі правди» - моралістична пісня, з репертуару Г. Ткаченка.
6. «Про святого Юрія» - псальма з репертуару Г. Ткаченка.
7. «Ой на горі, на могилі»- козацька пісня з репертуару Г. Ткаченка.
8. «Побратався сокіл» – народна пісня з репертуару Г. Ткаченка.
9. «Одарочка» - народний танок в обробці Г. Хоткевича.
10. «Про Кармелюка» – народна пісня в обробці Г. Хоткевича.
11. «Полтавський марш» – муз. Г. Хоткевича.
12. «Веснянка» – обр. С. Захарця.
13. «Ой, літає соколонько» – обр. С. Захарця.
14. «Козачок», «Тропак», «Запорожець» - народні мелодії до танцю з репертуару Г. Гончаренка (Ф. Колесса «Мелодії українських народних дум» С. 531, 532) та П. Гончаренка.
15. «Про Бондарівну» – композиція В. Кушпета за народною баладою.
16. «Їхав козак на війноньку» – стрілецька пісня в обробці В. Кушпета.
17. «Мав я раз дівчиноньку» - стрілецька пісня в обробці В. Кушпета.
18. «Про біду» - композиція за народними піснями В.Кушпета.
19. «При дорозі жук» – музична забава в обробці В. Кушпета.

### «Гуляй, молодий!»
Проект «Гуляй молодий!» (2007) є спробою в жанрі етно-поп-музики поєднати реконструйовані зразки народної та професійної традиції центру і сходу України, використати автентичні музичні інструменти, прийоми гри та звукоряди для повноцінного введення їх у сучасну молодіжну культуру. У записі, окрім звичних гітар, синтезаторів, ударних, використовуються старосвітська бандура, ліра, волинка-коза, бубен та бухало.
1. «Галя»
2. «Бойовий гопак»
3. «Тропак»
4. «Од Києва до Лубен»
5. «Лірники»
6. «Мила моя»
7. «Ішов козак»
8. «Рудий танець»
9. «Танці»
10. «Гуляй, молодий!»